# شاخووا
شاخووا (به لاتین: Shakhuva) یک منطقهٔ مسکونی در روسیه است که در شهرستان لاکسکی واقع شده‌است.